# Kevin Carlson
Pour les articles homonymes, voir Carlson.
Kevin Lee Carlson est un musicien américain de rock et hard-rock né à Plainfield (New Jersey) le 12 mars 1957 et décédé à Fremont d'un cancer généralisé (cerveau + poumon) le dimanche 12 décembre 2010 après plus de 18 mois de lutte contre la maladie.
Kevin Carlson accompagna à la guitare et aux claviers en particulier Aldo Nova pour l'album Subject (en) et la tournée mondiale de promotion qui s'effectua en hiver 1984 en France en première partie du Blue Öyster Cult. Kevin Carlson participa à plusieurs albums du légendaire groupe britannique UFO dans les années 1990/2000 puis rejoignit les rangs du Eric Martin Band. Un des tout derniers projets auquel il participa fut en 2005 l'album éponyme de Someone Somewhere avec la chanteuse Jodi Essex. Le nom de Kevin Carlson fut brièvement évoqué en 1984 par la presse spécialisée comme un des possibles remplaçants de Vinnie Vincent qui venait d'être congédié par KISS.

## Discographie
- Aldo Nova : Subject, certifié disque d'or aux États-Unis par la RIAA le 5 décembre 1994
- Blue Öyster Cult : Imaginos
- UFO : Covenant